# Yogi Bhajan
 (décembre 2014).
 (février 2009).
Si vous disposez d'ouvrages ou d'articles de référence ou si vous connaissez des sites web de qualité traitant du thème abordé ici, merci de compléter l'article en donnant les références utiles à sa vérifiabilité et en les liant à la section « Notes et références ».
Yogi Bhajan ou Harbhajan Singh Khalsa Yogi Ji (26 août 1929 - 6 octobre 2004) est un enseignant de Kundalinî yoga et le fondateur de la Healthy Happy Holy Organization (3HO).

## Biographie

### En Inde
Harbhajan Singh Khalsa est né le 26 août 1929  dans une famille sikh à Kot Harkarn dans le district de Gujranwala au Pendjab (aujourd'hui au Pakistan). 
Son père, le Dr Kartar Singh Puri, a servi le Raj britannique en tant que médecin. Sa mère, une hindoue, s'appelait Harkrishan Kaur. Son père, élevé dans la tradition sikh, est un disciple de Sant Hazara Singh. Le jeune Harbhajan a été éduqué dans une école catholique dirigée par des religieuses. Singh a appris les principes fondamentaux du sikhisme de son grand-père paternel, Bhai Fateh Singh. Ils étaient une famille de propriétaires aisés, possédant la majeure partie de leur village dans les contreforts de l'Himalaya.
Sa scolarité a été interrompue en 1947 par la violente partition des Indes, lorsque lui et sa famille ont fui à New Delhi en tant que réfugiés. Là, Harbhajan Singh a fréquenté une Université mis en place à la hâte pour des milliers d'étudiants réfugiés - et a dirigé la Fédération des étudiants sikhs à Delhi. Quatre ans plus tard, il a obtenu une maîtrise en économie.
En 1953, Harbhajan Singh est entré dans la fonction publique indienne. Il a servi au ministère des Finances, où ses fonctions l'ont emmené dans toute l'Inde. Finalement, Harbhajan Singh a été promu au poste d'inspecteur des douanes du plus grand aéroport du pays, à l'extérieur de Delhi. Il a épousé Inderjit Kaur Uppal à Delhi en 1954. Ensemble, ils ont eu trois enfants, Ranbir Singh Bhai, Kulbir Singh et Kamaljit Kaur.
Tout au long de sa vie, Harbhajan Singh a exercé sa pratique et sa recherche des connaissances yogiques. Les devoirs gouvernementaux de Singh ont souvent facilité son voyage dans les ashrams et les ermitages isolés pour rechercher les yogis et les swamis reclus. Au milieu des années 1960, Harbhajan Singh a pris un poste d'instructeur à l'ashram Vishwayatan à New Delhi, sous la direction de Dhirendra Brahmachari. Puis Harbhajan Singh a émigré au Canada en 1968.

### Au Canada
Bien qu'un poste promis de directeur d'un nouveau département d'études yogiques à l'Université de Toronto ne se soit pas concrétisé en raison du décès de son parrain, Harbhajan Singh a eu un impact considérable dans la métropole à prédominance anglo-saxonne. En trois mois, il a établi des cours dans plusieurs unions chrétiennes de jeunes gens (YMCA), a cofondé un centre de yoga, a été interviewé pour la presse nationale et la télévision, et a constribué à la création du premier temple sikh de l'est du Canada pour le cinq centième anniversaire de Guru Nanak.

### Aux États-Unis

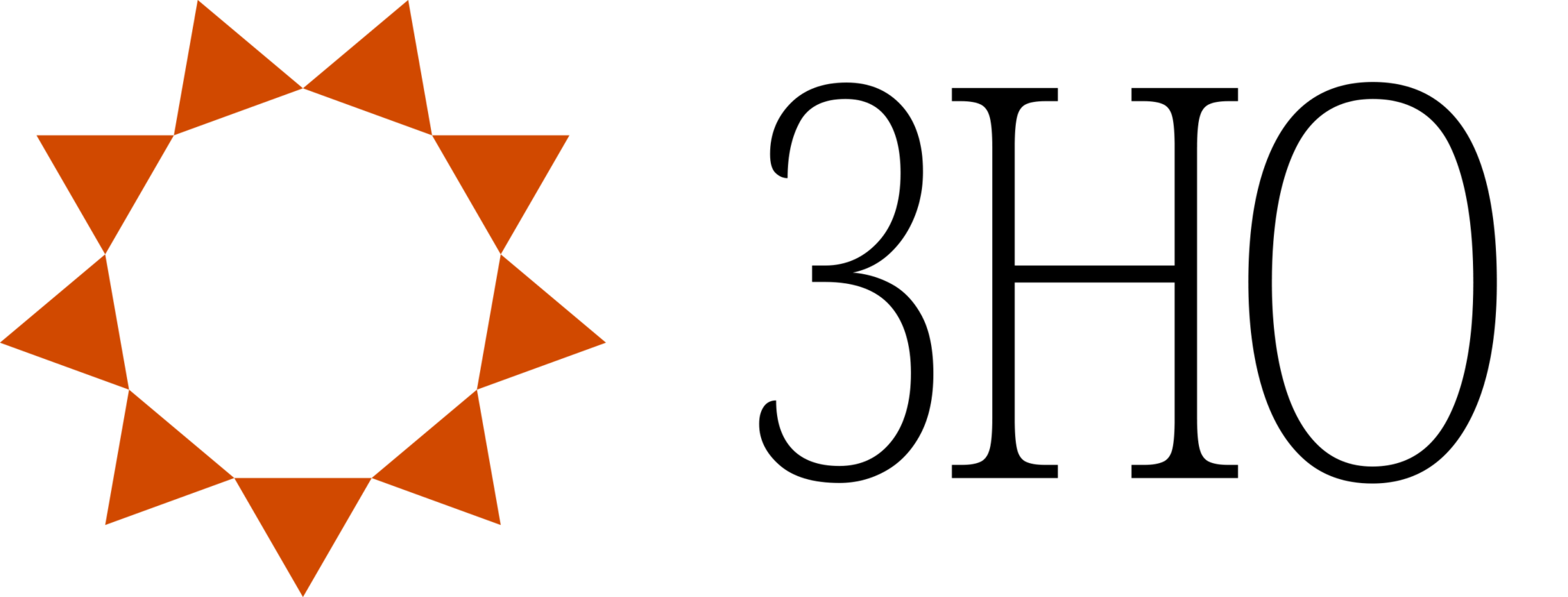

En 1969, en pleine vague hippie, il abandonne ses fonctions et se rend à Los Angeles pour y enseigner le yoga. Devenu citoyen américain sous le nom de Yogi Bhajan, il fonde 3HO (Healthy Happy Holy Organisation), organisation à but non lucratif dont l'objectif est l'enseignement du Kundalini yoga, de la connaissance du bien-être physique et mental, et de l'éveil spirituel. À ce moment-là, il aurait abusé et manipulé plusieurs personnes, en particulier des femmes.
La marque de sikhisme du Yogi a séduit les hippies qui formaient la majeure partie de ses premiers convertis. La pratique sikh de ne pas se couper les cheveux ou la barbe était déjà acceptée par la culture hippie, tout comme le végétarisme sikh. Ils aimaient vivre des états de conscience élevés et ils voulaient aussi profondément sentir qu'ils contribuaient à un monde de paix et de justice sociale. Yogi Bhajan leur a offert toutes ces choses avec un yoga vigoureux, une vision holistique globale et un esprit optimiste.
Dès 1970, Khalsa était connue pour faire appel aux membres du Congrès dans leurs bureaux de Washington. Il s'est également lié d'amitié avec les gouverneurs successifs de l'État du Nouveau-Mexique. Harbhajan Singh était connu comme un démocrate. Depuis 1980, il était à la fois ami et conseiller de Bill Richardson.
En 1972, lorsque le président américain Nixon a qualifié la drogue de « problème numéro un des États-Unis », Harbhajan Singh Khalsa a lancé un programme pilote avec deux héroïnomanes de longue date à Washington. L'année suivante, un centre de traitement de la toxicomanie à part entière connu sous le nom de « 3HO SuperHealth » a été lancé à Tucson, en Arizona. Ce programme de désintoxication sans substitut combinait Kundalini Yoga, méditation et méthodes naturelles telles que diètes et cures d'herbes médicinales, massages, réflexologie…  La plupart de ces techniques ont été répertoriées par leurs effets traditionnellement connus pour calmer et guérir l'esprit et le corps. Certaines de ces techniques ont été scientifiquement étudiées et appliquées dans la pratique clinique avec des résultats favorables. 
Marié et père de trois enfants, manager de Golden Temple, société qui fabrique et commercialise les tisanes Yogi Tea, Yogi Bhajan décède le 6 octobre 2004 à l'âge de 75 ans chez lui à Española (États-Unis).
Harbhajan Singh Khalsa a reçu une couverture importante dans les médias nord-américains, en particulier au début des années 1970, lorsque le yoga était encore un sujet de curiosité générale. Il continue de recevoir une couverture en raison des histoires de viols, d'abus et de manipulation.

## Enquête
Selon une lettre ouverte des organes de direction de l'Institut de recherche Kundalini et de 3HO, une enquête est en cours sur des allégations d'abus sexuels par Harbhajan Singh Khalsa concernant au moins 16 adeptes. Cette enquête est menée par l'ONG Olive Branch, et un rapport conclusif est attendu en juin 2020.

## Ouvrages de Yogi Bhajan
- (en) The Teachings of Yogi Bhajan, Santa Cruz, NM, Kundalini Research Institute, 1977.
- (en) Furmaan Khalsa: Poems to Live By, Columbus, Ohio, Furman Khalsa Publishing Company, 1987.
- (en) The Master's Touch, Santa Cruz, NM, Kundalini Research Institute, 1997.
- (en) (avec Gurucharan Singh Khalsa), The Mind: Its Projections and Multiple Facets, Espanola, NM, Kundalini Research Institute, 1997.
- (en) The Aquarian Teacher - KRI International Kundalini Yoga Certification Text and Manual, Santa Cruz, NM, Kundalini Research Institute, 2003.
- (en) The Game of Love, A Book of Consciousness: The Poems and Art of Yogi Bhajan, Espanola, NM, Sikh Dharma International, 2007.
- (en) Man to Man: A Journal of Discovery for the Conscious Man, Santa Cruz, NM, Kundalini Research Institute, 2008.
- (en) I am a Woman: Book and Yoga Manual, Santa Cruz, NM, Kundalini Research Institute, 2009.
- (fr) Humanologie, 38420 Domène, Golden Temple France, s.d., 122 p.  (ISBN 979-1-096-04206-7)